# Александар Билановић
Александар Билановић (Београд, 19. јул 1973) јесте српско-аргентински пустолов и путописац.
Постао је познат после објављивања своје полу-аутобиографије Дрипачка рапсодија, написане на специфичном београдском сленгу, која се темељи на његовом необичном животном путу од малолетничке делинквенције преко службовања у Милошевићевом Ресору државне безбедности, те диловања и конзумирања дроге у Лондону, па све до катарзе и скрашавања у Јужној Америци.